# ボリス・ロージング

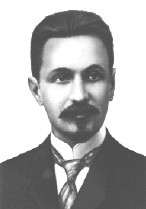
ボリス・ロージング

ボリス・リヴォヴィッチ・ロージング（英: Boris Lvovich Rosing、ロシア語: Бори́с Льво́вич Ро́зинг、1869年5月5日 - 1933年4月20日）は、ロシアの科学者であり、テレビ黎明期の発明家として知られている。オランダ系。
1907年、受信側にブラウン管を使ったテレビシステムを着想した。ロージングはそのアイデアを具体化し、1907年11月26日にドイツで特許を申請し、さらに改良したシステムについて1911年3月2日に特許申請した。その後、彼はデモンストレーションを公開し、その様子がサイエンティフィック・アメリカン誌に図解入りで紹介された。
ロージングの発明は、ポール・ニプコーの設計を発展させたレンズと鏡を回転させる機械式の撮像機と、初期のブラウン管（ドイツのフェルディナント・ブラウンが1897年に初めて試作）を使った受像機から成る。システムは素朴なものだが、ブラウン管をテレビに使った世界初の試作例の一つであった。
一般に、ウラジミール・ツヴォルキンはロージングの弟子として彼の実験を手伝ったと言われている。
ロージングは1931年までテレビの研究を続けていたが、ヨシフ・スターリンによって反革命の容疑でアルハンゲリスクに追放された。その後関係者のとりなしによりアルハンゲリスク州立工科大学で物理学を教えたが、1933年に脳出血により亡くなり、同地の墓地に埋葬された。スターリンの死後の1957年に容疑が取り消され、名誉回復された。